# Mirna Paunović
Mirna Paunović (* 25. September 1976 in Sarajevo) ist eine ehemalige bosnisch-herzegowinische Basketballspielerin.

## Werdegang
Paunović, eine 1,85 Meter große Flügel- und Innenspielerin, stand in den 1990er Jahren beim serbischen Verein KK Vršac unter Vertrag, mit dem sie in den Spieljahren 1995/96 sowie 1996/97 am europäischen Wettbewerb Ronchetti Cup teilnahm. Im selben Europapokal trat sie zwischen 1998 und 2001 mit WBC Razovojna Banka Banja Luka an. In der Saison 2002/03 stand Paunović bei zwei israelischen Vereinen unter Vertrag: Erst bei Ramat Hasharon, dann bei Maccabi Ra'anana. Sie spielte bei Croatia Zagreb und wechselte dann 2005 nach Deutschland zum Bundesligisten USC Freiburg. 2011 wurde sie mit Freiburg in der deutschen Meisterschaft Zweite und erhielt anschließend vom Fachportal eurobasket.com die Auszeichnung als beste Innenspielerin der Bundesligasaison 2010/11. Dieselbe Auszeichnung wurde ebenfalls in der Vorsaison 2009/10 zuteil. In Diensten des Vereins aus dem Breisgau stand sie zunächst bis 2012.
Zur Saison 2017/18 kehrte Paunović zum USC, der mittlerweile in der 2. Bundesliga spielte, zurück und übernahm unter Cheftrainer Pierre Hohn das Amt der Assistenztrainerin. Dieser Arbeit ging sie vier Monate lang nach, kehrte dann bei den Freiburgerinnen als Spielerin aufs Feld zurück, trug zum Gewinn der Zweitligameisterschaft und damit zum Wiederaufstieg in die 1. Bundesliga bei. Paunović blieb bis zum Ende der Saison 2019/20 Teil des USC-Bundesligaaufgebots und verstärkte dann vorerst den USC Freiburg II in der Regionalliga Baden-Württemberg. Ab Anfang Oktober 2021 spielte sie erneut für den USC in der Bundesliga, mittlerweile war Paunović 45 Jahre alt. Im Mai 2022 gewann die Bosnierin mit dem Verein die deutsche Meisterschaft. Im Anschluss an die Saison 2023/24 beendete Paunović ihre Laufbahn im Leistungssport im Alter von 47 Jahren. Im Sommer 2024 wurde sie mit der deutschen Auswahl Ü45-Europameisterin.

## Persönliches
Im Dezember 2015 wurde bei Paunović eine Brustkrebserkrankung festgestellt, zu diesem Zeitpunkt war sie im achten Monat schwanger. Paunović ist Mutter von zwei Töchtern, beruflich wurde sie als Angestellte in der Personalabteilung der Justizvollzugsanstalt Freiburg tätig.